# 巴倫西亞 (科爾多瓦省)

巴倫西亞是哥倫比亞的城鎮，位於該國西北部，由科爾多瓦省負責管轄，距離首府蒙特里亞90公里，始建於1917年，面積968平方公里，海拔高度49米，2005年人口34,654。

## 外部連結
- （西班牙文） Gobernacion de Cordoba - Valencia[永久]
- （西班牙文） Valencia official website

8°18′N 76°10′W / 8.300°N 76.167°W